# ジャン・マビヨン

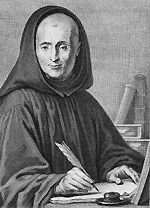
ジャン・マビヨン

ジャン・マビヨン（Jean Mabillon、1632年11月23日－1707年12月27日）は、フランスのベネディクト会修道士、歴史家、古文書学者。『古文書学』（De re diplomatica、1681年）を著し、「歴史考証学の父」とも称されている。

## 経歴

### 青年期
シャンパーニュ地方のサンピエルモン（fr）の農家に生まれる。幼い頃より、近くの司祭をしていた伯父からラテン語などの教育を受けた。伯父はマビヨンの将来を期待して、サンピエルモンに近いランス大学の付属学校への入学を勧めた。この時代に彼は古い書物や写本に関心を抱くようになった。1650年、マビヨンはランス大学付属の神学校に進学して神学と哲学を学んだ。翌年には正式に助祭となる。更に1852年にはランス大学より修士号が与えられた。だが、1653年8月になって彼は突然神学校を辞めて市内のサン＝レミ聖堂に移り、修道士になることを決意した。サン＝レミ聖堂は、ベネディクト会において発生したサン・モール学派の中心的な拠点の1つであり、マビヨンにも修道士としての修行とともに学術の研鑽が求められた。彼はその両方の条件を満たす人物として高く評価され、翌年9月にはここで初の修道誓願を行っている。
ところが、マビヨンは病弱な体質でありしばしば頭痛を伴う病気に苦しめられた。上長たちは彼の健康を気遣ってたびたび転地療養を勧めたが、改善にはほど遠かった。そのため、1658年になってアミアン近郊のコルビー修道院（fr）に派遣されることになった。当時のフランスでもっとも充実した図書館を有していたコルビーにおいて彼は神学、特に神学の発展の歴史について関心を抱くようになった。ところが、ここで典礼の最中に大喀血に見舞われたマビヨンは一時生命の危機にさらされる。やがて、奇跡的に回復し、1660年3月27日にはアミアンにて司祭に叙階されたものの、彼は余命幾ばくも無い事を悟り、残り短い人生を祈りと研究のために捧げることを誓ったのである（もっとも、結果的には彼の余命はまだ半世紀近くも残されていたのであるが）。
1663年、マビヨンはパリのサン＝ドニ大聖堂に移り、本格的な司牧活動を始めた。ここはフランスの歴代国王が戴冠式を挙げ、死後にはここに埋葬された。そのため、歴代国王にちなむ品物など多くの宝物が納められており、歴史に通じたマビヨンは修道院長よりその管理を命じられた。その頃、同じパリにあったサン・ジェルマン・デ・プレ修道院はサンモール学派の総本山的存在として位置づけられており、そこの図書館司書であったジャン・リュク・ド・アシェリはベネティクト会の歴史に関する史料の収集・整理事業にあたっていた。アシェリはマビヨンの学識を知って彼をサン・ジェルマン・デ・プレ修道院に移るように勧めた。1664年7月、マビヨンはサン・ジェルマン・デ・プレ修道院に移り、アシェリの助手となった。

### 執筆活動と調査旅行
マビヨンは師のアシェリから最初に託された仕事は、マビヨンがサン・ジェルマン・デ・プレに移る直後に病没したマビヨンの前任者がやり残していた聖ベルナルドの全集の完成であった。当時、聖ベルナルドの偽著が多く出回っていたが、彼は慎重なテキスト比較によって真正の著作のみを採録し、1667年に完成させた。続いて、彼は師が収集した史料の整理と病弱な体を押して行った史料収集のための調査旅行の成果を元にして、ベネディクト会のあらゆる聖人に関する伝記を執筆することになった。彼は各種の聖人伝や奇跡の報告に歴史的価値を認めてその年代確定に務める一方で、真正の史料として認められないものや史実と合わない史料は採用しなかった。1668年に第1巻が刊行された大著『聖ベネディクト修道会聖人伝』（Acta Sanctorum ordinis Sancti Benedicti）は1701年までに全9巻にて完結し、マビヨンを「この世紀の大学者」の1人として認めさせることとなった。ところが、この大作は思わぬ波紋を引き起こすことになった。それは、ベネディクト会において長い間信じられてきた何人かの聖人との関係について史料的に歴史的事実と認められないことを理由として『聖人伝』から除いた事であった。これが他の修道士からベネディクト会と修道士の名誉を傷つけるものとされたのである。これに対してマビヨンは「キリスト教徒は真理を大事にすることが重要であり、真理とは言えない話や作り話をもって語ることはむしろ修道会の不名誉につながる」と反論した。こうしたマビヨンに対する批判は『聖人伝』編纂の進展とともに沈静化し、彼の方針が次第に受け入れられるようになっていった。
マビヨンの執筆活動を支えたのは、師であるアシェリとともに収集・整理し、1685年の師の病没後は彼に託された大量の古文書や歴史史料の類であった。だが、マビヨンはこれに満足せず、ヨーロッパ各地の修道院の図書館やその他施設に眠っている古文書などの掘り出しの為に病弱な体を押して各地に調査旅行を行って、これらの施設にある文書を調査を行い、時間的余裕と管理者の許可が得られれば写本を作成して新たな財産を増やしていくことを怠らなかった。1672年にフランドル地方、1680年にロレーヌ地方、1682年にブルゴーニュ地方で調査旅行を行っている。1683年6月から11月にかけてアシェリはフランス国王ルイ14世の命を奉じる形でドイツ・スイスの調査旅行を行った。この旅行にはアシェリの元に出入りしていたフランス財務総監コルベールの働きかけが大きかった。アルザス地方からスイス、シュヴァーベン地方、アウクスブルク、バイエルンを巡る4か月余りの旅は当時のフランス・ドイツ関係の悪化にもかかわらず各地で歓迎を受けて写本事業における便宜を受けた。特にブルゴーニュ地方のルクスールを訪問した際に、6世紀から7世紀にかけてのメロヴィング朝時代に書写された『ガリア典礼』を発見したのである。これはカール大帝によって廃止され、当時では見ることのできないものであった。マビヨンは直ちにこれを移して注釈を付けて1685年に刊行した。『ガリア典礼』の献呈を受けたランス大司教シャルル＝モーリス・ル・テリエ（fr）は、彼をローマに派遣して調査旅行をさせるように国王ルイ14世に進言して認められた。旅立ちの直前、マビヨンはルイ14世に謁見する機会を得た。その際、ル・テリエは彼を「王国において最も学識に富む人物」であると紹介した。ところが、同席したモー大司教ジャック＝ベニーニュ・ボシュエは、ル・テリエを非難した。それは、マビヨンが「王国において最も謙虚な人物」でもあることを国王に紹介しなかったことをル・テリエの不誠実によるものとみなしたのであった。この年の4月1日にパリを出発したマビヨンは途中ヴェネツィアにて師・アシェリの訃報を受け取った。加えて、この当時フランスとローマ教皇庁の関係が悪化しており、彼の旅の前途多難を危惧させた。ところが、ローマに着くと、彼は教皇庁や現地の学者から歓迎を受け、ローマの図書館や文書館に出入りする便宜を与えられた。彼は途中、ナポリやモンテ・カッシーノ（ベネディクト会の総本山）などの調査も行い、翌年2月までローマに滞在して、その後フィレンツェなどを回って7月にパリに帰還した。この間に3000冊以上の写本を行い、一部は当時建設中であった王立図書館に寄贈された。また、報告書に相当する『イタリアの図書館』を刊行した。その後も1696年にアルザス・ロレーヌ両地方、1699年にシャンパーニュ地方、1700年にノルマンディ地方、1703年にシャンパーニュ・ブルゴーニュ両地方の調査旅行を行い、数多くの調査を行った。その成果が多くの著者に反映されることになる。その最大の成果が1681年に刊行され、同年を「人類精神の歴史においてたしかに画期的な年である」（マルク・ブロック『歴史のための弁明』）と評価された『古文書学』である。

### 『古文書学』刊行の意義
17世紀以前のヨーロッパには古文書の真贋を判断する方法は確立されていなかった。ところが、三十年戦争の結果領域の大幅な変更が行われ、諸国家や都市、修道院の間で主権や領域を巡る紛争が多発するようになった。ところが、紛争の際に当事者双方が証拠として持ち出した古文書の中には不正確な内容の写本や偽文書などが少なからず含まれており、中には比較的最近になって作成されたものを由緒ある歴史的文書に見せかけたものまで現れた。そのため、どの文書が本物でどの文書が偽物なのかを正確に判定する技術が求められるようになった。
この課題に本格的に挑戦した最初の人物は、マビヨンとほぼ同時代のイエズス会の修道士であったダニエル・ハーペンブレック（fr）であった。1675年、彼はイエズス会で編纂されていた『聖人伝』の中において「古文書序説」という章を設けて、古文書の真贋判定の必要性を唱えてそのヒントになると思われる原則をいくつか提唱した。ところが、その中で彼は現在伝えられている6世紀の文書は国王文書や教皇大勅書も含めて全て偽物で古ければ古いほど偽物である可能性が高いと論じた。これは文書を記した物の材質や保存環境などの条件を全く無視した理論であり、設立が比較的新しく経緯が明らかな文書を多く保持していたイエズス会には有利に働き、反対にベネディクト会に代表される歴史的に由緒ある修道会には不利であった。特にベネディクト会が保持していたフランク王国以来の権利文書は全て中世の同会によるでっち上げと一方的に断定されたことは、同会に衝撃と反発をもたらした。1677年、ベネディクト会は『聖ベネディクト修道会聖人伝』の著者として多くの古文書に接してきたマビヨンに対して、ハーペンブレックに対する反論をするように求めた。マビヨン自身も自分が身近に接してきたサン＝ドニ大聖堂やサン・ジェルマン・デ・プレ修道院の古文書を十分な調査も無く偽文書と断定されたことに反発していたためにこれを引き受けた。彼はベネティクト会が保存する古文書のみならず、フランス中の古文書を出来る限り調査を行った。4年間の調査の末、彼は古文書の真贋判定に関する諸理論をまとめた本をコルベールに献呈し、続いて刊行に踏み切った。それが『古文書学』であった。
まず、彼は文書の作成年代と文書の真偽は全く関係なく、古い時代の文書（それが本物であっても偽物であっても）も文書を書いた紙の素材や保存条件によっては今日まで伝わり得ることを指摘した。その上で真偽を確かめる方法として書式や文面などが当時の文書のそれに適ったものであるか否かという文書が持つ内的性格の調査が欠かせない事を指摘し、ハーペンブレックの判断に対してその誤謬を指摘して、彼が偽文書として文書が真正の文書であるとする証拠を提示した。『古文書学』の刊行は、科学的な根拠に基づいた古文書学の確立を意味するものとなった。

### 晩年

Annales Ordinis Sancti Benedicti, 1739

こうした学術上の業績によってマビヨンの名声はとみに高まり、またその学識と人格はフランス内外から高く評価された。だが、全ての人々がそれを好意的に見ていた訳ではなかった。1683年、トラピスト会改革運動の中心的存在であったアルマン・ジャン・ル・ブティリエ・ド・ランセ（fr）が、修道士は懺悔を行う者であり学問はその妨げとなっているとして、サン・モール学派とベネディクト会を激しく非難した。マビヨンはこの時も先のハーペンブレックの時と同様に反論を行うことが期待されていた。マビヨンは修道士の無教養は却って誤った信仰に導くものであるとする反論を1691年に著した。だが、マビヨンとランセは知悉の間柄であっただけに問題はこじれ、表立っての争いは避けたいと考えていたマビヨンの思惑とは裏腹に問題は解決できないまま長期化した。続いて、1698年に彼が著した『エウゼビウスのローマ書簡』（Eusebius Romanus）の中でローマのカタコンベの発掘で発見された遺体がきちんと鑑定されないまま、聖人の遺体と判断されて諸外国に送られていることに警鐘を鳴らしたことから、1701年に禁書聖省から異端の嫌疑をかけられ、当該部分の修正を余儀なくされた。更に1687年以後、マビヨンをはじめとするサン・モール学派が進めてきたアウグスティヌス全集編纂に対して、イエズス会はサン・モール学派の恩恵論が異端とされていたジャンセニスムの影響を受けているという言いがかりをつけてきたのである。そのため、1699年の全集編纂完了に際し、マビヨンは釈明となる序文を書かされることとなった。1701年、ローマ教皇クレメンス11世は、アウグスティヌス全集の刊行とマビヨンら関係者の活動に祝福を与えた。このことがマビヨンに対するカトリック教会の高い評価を意味するものとされ、反対派の中傷を鎮静化させる効果をもたらした。
こうした思わぬ事態の連続の中で、周囲の人々はベネディクト会の歴史に関するアナル（年代記）を執筆することをマビヨンに勧めた。マビヨンは最初は高齢を理由に辞退したものの、やがて周囲の期待に応えるべく、最後の事業として1693年から『聖ベネディクト修道会年代記』（Annales Ordinis Sancti Benedicti occidentalium monachorum patriarchae）を開始した。1703年に最初の巻を刊行し、彼の生存中には1066年までを扱った第4巻までしか完成させることが出来なかったものの、彼が優れた教会史家であることを示す著作となった。
マビヨンの活動は教会人としての立場や時代的な制約を受けていたとは言え、古文書学・歴史学における彼の真実追求の姿勢は近代以後の歴史学に少なからぬ影響を与えたと言われている。
マビヨンの墓はパリのサン・ジェルマン・デ・プレ教会にある（ルネ・デカルトの墓の隣り）。